# (17258) Whalen
(17258) Whalen (2000 HK90) – planetoida z grupy pasa głównego asteroid okrążająca Słońce w ciągu 3,38 lat w średniej odległości 2,25 j.a. Odkryta 29 kwietnia 2000 roku.